# アリー・ハサン・サラーマ
アリー・ハサン・サラーマ（アラビア語: علي حسن سلامة、Ali Hassan Salameh、1941年4月1日 - 1979年1月22日）は、パレスチナのテロリスト。テロ組織「黒い九月」の作戦に関わり、1972年のミュンヘンオリンピック事件などの襲撃の中心人物で、フォース17の創設者でもある。作戦行動時のコードネームは「アブ・ハサン（Abu Hassan）」。日本では英語式にアリ・ハッサン・サラメと表記されることが多い。

## 生涯
1941年4月1日、アリー・ハサン・サラーマはパレスチナの町、クラにあった裕福な家庭に生まれた。1948年にジャッファの北でイスラエルとの戦闘で死亡したシャイフ・ハサン・サラーマの息子であった。ドイツで教育を受け、カイロとモスクワで軍事教練を受けたと考えられている。
「赤い王子」の愛称で呼ばれ、パレスチナの若者から非常に幅広い人気を得た。イスラエルと戦う間も、「赤い王子」は美女に囲まれ、スポーツカーを乗り回すことで財産を誇示した。1978年には、1971年度のミス・ユニバースだったレバノンの有名人、ジョルジーナ・リザークと結婚した。別れた妻との間に子供がいた。
ミュンヘンオリンピック事件以後、報復に出たイスラエル諜報特務庁（モサド）に狙われることになった。1973年、モサドはノルウェーでサラーマと誤認し、無関係のモロッコ人給仕アハマド・ブーチキを射殺した。
誤殺事件で暗殺作戦が発覚したイスラエルは非難を受けるものの、その後もモサドはサラーマの暗殺作戦を継続し、レバノンの首都ベイルートにて慈善活動家に偽装した女性工作員による内偵を行い、彼の居場所と行動を突き止めた。1979年1月22日、道端に車爆弾を仕掛け、サラーマの乗る車が通りかかったところでもろとも爆破、彼を含む8人が死亡した。
サラーマはPLOとアメリカ中央情報局（CIA）の間を1970年から死まで取り持っていたといい、アメリカ人の安全を金銭面や政治的な支援で保証していたという。ベイルートのアメリカ人の保護を手助けし、アメリカからのパレスチナへの支援を得る目的でパレスチナとアメリカの接触を容易にする役割があった。
サラーマは暗殺の標的の一人としてスピルバーグの映画『ミュンヘン』に取り上げられている。ほか、スパイ小説『無実のエージェント』では、ジャマル・ラムラーウィー（Jamal Ramlawi）という名前で出ている。

## 死去
モサドは、1972年のミュンヘンオリンピック事件の対抗措置としての神の怒り作戦（Operation Wrath of God）を実施するに当たり、サラーマを最重要の標的としていた。
サラーマがベイルートに在住しているという情報をもとに、モサドはイギリス国籍を持つ女性工作員の「エリカ・チェンバース」（Erika Chambers）という偽名で知られる人物をベイルートへ派遣した。チェンバースはパレスチナ難民を支援する慈善活動家を名乗ってベイルートで活動し、レバノン政府に匿われていたサラーマの所在を確認する。
チェンバースはサラーマの自宅近くにあるマンションに視察拠点を設置し、マンションのバルコニーからサラーマの外出と帰宅の様子を視察していた。チェンバースはサラーマが昼食時に一時帰宅する日課があることを割り出した。
1979年1月22日、チェンバースはカエサレア（モサド特殊部隊）隊員とともに、サラーマの通る道に自動車爆弾をセットした。午後3時35分、サラーマの車列が通り過ぎると、チェンバースらはリモコンで爆弾を爆発させた。サラーマは瀕死の重傷を負い、ベイルート・アメリカン大学の病院へ搬送されたが翌23日4時過ぎに死亡した。この爆発で彼のボディーガードの他に近くを歩いていた市民も死亡した。結果、4人のボディーガードと4人の通行人が死亡し、少なくとも16人が重軽傷を負った。チェンバースら3人の工作員は速やかに脱出した。
当時のPLO議長ヤーセル・アラファートは「我々はライオンを失った」と述べてその死を悼んだという。サラーマの遺体は盛大な葬儀の後ベイルートで埋葬された。